# Franco Pesce
Franco Pesce, all'anagrafe Francesco Pesce (Napoli, 11 agosto 1890 – Roma, 6 dicembre 1975), è stato un direttore della fotografia e attore italiano.

## Biografia
Figlio d'arte dell'attore Ettore, Franco Pesce sin da giovane si interessa al mondo dello spettacolo e studia canto con l'intento di divenire un cantante lirico; la vera vocazione per il cinema però, la scopre soltanto intorno al 1910 divenendo in poco tempo un affermato operatore di ripresa.
Franco Pesce continuò l'attività di operatore per tutta la durata del cinema muto fino all'avvento del sonoro, quando iniziò a dedicarsi maggiormente alla fotografia di scena, divenendone direttore intorno al 1930; proseguì l'attività di direttore della fotografia fino al 1940 quando si rese conto di essere attratto dalla recitazione consacrando definitivamente la sua vera indole di attore.
Sui vari set, Franco Pesce venne utilizzato perlopiù in ruoli da caratterista o comprimario, pur essendo dotato di una buona preparazione; i personaggi interpretati dall'attore si limitarono ad affiancare i protagonisti, interpretando spesso il tipico vecchietto nel filone degli spaghetti western.
Franco Pesce lavorò fino all'età di 85 anni, continuando a recitare fino alla morte; alcuni film ai quali prese parte vennero infatti distribuiti postumi.

## Filmografia

### Attore

Franco Pesce con Fernandel in Don Camillo (1952)

#### Cinema
- Melodie eterne, regia di Carmine Gallone (1940)
- Apparizione, regia di Jean de Limur (1943)
- L'abito nero da sposa, regia di Luigi Zampa (1945)
- Addio, mia bella Napoli!, regia di Mario Bonnard (1946)
- L'elisir d'amore, regia di Mario Costa (1946)
- L'apocalisse, regia di Giuseppe Maria Scotese (1947)
- Gioventù perduta, regia di Pietro Germi (1948)
- Gli uomini sono nemici, regia di Ettore Giannini (1948)
- Molti sogni per le strade, regia di Mario Camerini (1948)
- Il barone Carlo Mazza, regia di Guido Brignone (1948)
- Rondini in volo, regia di Luigi Capuano (1949)
- Le mura di Malapaga, regia di René Clément (1949)
- Una voce nel tuo cuore, regia di Alberto D'Aversa (1949)
- La figlia del mendicante, regia di Carlo Campogalliani (1950)
- La portatrice di pane, regia di Maurice Cloche (1950)
- La bisarca, regia di Giorgio Simonelli (1950)
- Operazione Mitra, regia di Giorgio Cristallini (1951)
- Io sono il Capataz, regia di Giorgio Simonelli (1951)
- Canzone di primavera, regia di Mario Costa (1951)
- Il conte di Sant'Elmo, regia di Guido Brignone (1951)
- O.K. Nerone, regia di Mario Soldati (1951)
- Una bruna indiavolata, regia di Carlo Ludovico Bragaglia (1951)
- Prigionieri delle tenebre, regia di Enrico Bomba (1952)
- Nessuno ha tradito, regia di Roberto Bianchi Montero (1952)
- Enrico Caruso, leggenda di una voce, regia di Giacomo Gentilomo (1952)
- Don Camillo, regia di Julien Duvivier (1952)
- Eran trecento... (La spigolatrice di Sapri), regia di Gian Paolo Callegari (1952)
- Camicie rosse, regia di Goffredo Alessandrini (1952)
- La presidentessa, regia di Pietro Germi (1952)
- Prigioniera della torre di fuoco, regia di Giorgio Walter Chili (1952)
- Melodie immortali, regia di Giacomo Gentilomo (1953)
- Disonorata (senza colpa), regia di Giorgio Walter Chili (1953)
- La voce del silenzio, regia di Georg Wilhelm Pabst (1953)
- Carcerato, regia di Armando Grottini (1953)
- Puccini, regia di Carmine Gallone (1953)
- Il terrore dell'Andalusia, regia di Ladislao Vajda (1953)
- Ultima illusione, regia di Vittorio Duse (1954)
- La grande avventura, regia di Mario Pisu (1954)
- Gli amori di Manon Lescaut, regia di Mario Costa (1954)
- L'ultima gara, regia di Piero Costa (1954)
- Ho pianto per te!, regia di Gino Rippo (1954)
- Se vincessi cento milioni, regia di Carlo Campogalliani e Carlo Moscovini (1954)
- La piccola guerra, regia di Alex Joffé (1955)
- Occhi senza luce, regia di Flavio Calzavara (1956)
- La legge, regia di Jules Dassin (1959)
- Scandali al mare, regia di Marino Girolami (1961)
- La rivolta dei mercenari, regia di Piero Costa (1961)
- Il carabiniere a cavallo, regia di Carlo Lizzani (1961)
- Don Camillo monsignore... ma non troppo, regia di Carmine Gallone (1961)
- Perché uccidi ancora, regia di José Antonio de la Loma e Edoardo Mulargia (1965)
- Le notti della violenza, regia di Roberto Mauri (1965)
- A... come assassino, regia di Angelo Dorigo (1966)
- Cifrato speciale, regia di Pino Mercanti (1966)
- Uno sceriffo tutto d'oro, regia di Osvaldo Civirani (1966)
- Voltati... ti uccido!, regia di Alfonso Brescia (1967)
- Assalto al centro nucleare, regia di Mario Caiano (1967)
- Non aspettare Django, spara, regia di Edoardo Mulargia (1967)
- I barbieri di Sicilia, regia di Marcello Ciorciolini (1967)
- I lunghi giorni dell'odio, regia di Gianfranco Baldanello (1968)
- Chiedi perdono a Dio... non a me, regia di Vincenzo Musolino (1968)
- ...se incontri Sartana prega per la tua morte, regia di Gianfranco Parolini (1968)
- Una pistola per cento bare, regia di Umberto Lenzi (1968)
- Orgasmo, regia di Umberto Lenzi (1969)
- Il pistolero dell'Ave Maria, regia di Ferdinando Baldi (1969)
- El ángel, regia di Vicente Escrivá (1969)
- Sono Sartana, il vostro becchino, regia di Giuliano Carnimeo (1969)
- Shango, la pistola infallibile, regia di Edoardo Mulargia (1970)
- Roy Colt & Winchester Jack, regia di Mario Bava (1970)
- Le Mans - Scorciatoia per l'inferno, regia di Osvaldo Civirani (1970)
- Buon funerale amigos!... paga Sartana, regia di Giuliano Carnimeo (1970)
- Una nuvola di polvere... un grido di morte... arriva Sartana, regia di Giuliano Carnimeo (1970)
- Il tredicesimo è sempre Giuda, regia di Giuseppe Vari (1971)
- Testa t'ammazzo, croce... sei morto - Mi chiamano Alleluja, regia di Giuliano Carnimeo (1971)
- Il furto è l'anima del commercio!?..., regia di Bruno Corbucci (1971)
- Grazie zio, ci provo anch'io, regia di Nick Nostro (1971)
- La Betìa ovvero in amore, per ogni gaudenza, ci vuole sofferenza, regia di Gianfranco De Bosio (1971)
- Uomo avvisato mezzo ammazzato... parola di Spirito Santo, regia di Giuliano Carnimeo (1972)
- Dio in cielo... Arizona in terra, regia di Juan Bosch (1972)
- Tutti fratelli nel west... per parte di padre, regia di Sergio Grieco (1972)
- Jus primae noctis, regia di Pasquale Festa Campanile (1972)
- Che?, regia di Roman Polański (1972)
- Il santo patrono, regia di Bitto Albertini (1972)
- Una giornata spesa bene, regia di Jean-Louis Trintignant (1973)
- Società a responsabilità molto limitata, regia di Paolo Bianchini (1973)
- Il venditore di palloncini, regia di Mario Gariazzo (1974)
- Vergine, e di nome Maria, regia di Sergio Nasca (1975)
- Noi non siamo angeli, regia di Gianfranco Parolini (1975)
- Diamante Lobo, regia di Gianfranco Parolini (1976) (Postumo)
- Il vangelo secondo Simone e Matteo, regia di Giuliano Carnimeo (1976) (Postumo)

### Televisione
- I racconti del maresciallo, regia di Mario Landi - miniserie TV (1968)

### Direttore della fotografia
- La voce d'oro, regia di Mario Corte (1921)
- L'amor mio non muore, regia di Wladimiro Apolloni (1921)
- Sublime rinuncia, regia di Mario Corte (1921)
- La reginetta del ghiaccio, regia di Gino Cerruti (1922)
- L'angelo del crepuscolo, regia di Gianni Pons (1942)
- Dove andiamo, signora?, regia di Gian Maria Cominetti e Ernst Marischka (1942)
- La moglie in castigo, regia di Leo Menardi (1943)
- Rosalba, regia di Ferruccio Cerio e Max Calandri (1944)

## Doppiatori italiani
- Stefano Sibaldi in Una nuvola di polvere... un grido di morte... arriva Sartana, Uomo avvisato mezzo ammazzato... parola di Spirito Santo, Testa t'ammazzo, croce... sei morto - Mi chiamano Alleluja
- Lauro Gazzolo in Gli amori di Manon Lescaut, Non aspettare Django, spara, La presidentessa
- Mario Corte in Don Camillo
- Carlo Romano in Una pistola per cento bare
- Oreste Lionello in I barbieri di Sicilia
- Nico Pepe in ...se incontri Sartana prega per la tua morte
- Roberto Bertea in Chiedi perdono a Dio... non a me
- Gino Baghetti in Le Mans - Scorciatoia per l'inferno
- Bruno Persa in Buon funerale amigos!...paga Sartana